# Take Me as I Am
Take Me as I Am es el álbum de estudio debut de la cantante estadounidense de música country Faith Hill. Lanzado el 12 de octubre de 1993 a través de Warner Bros. Nashville. El álbum fue certificado 3x veces platino por la Asociación de la Industria de Grabación de América (RIAA) por ventas americanas de tres millones de copias.

## Lista de Canciones
Todas las canciones producidas por Scott Hendricks; excepto "Just Around the Eyes" producida por Michael Clute y Gary Burr

| CD    |                                      |          |  |
| N.º   | Título                               | Duración |  |
| 1.    | «Take Me As I Am»                    | 3:17     |  |
| 2.    | «Wild One»                           | 2:45     |  |
| 3.    | «Just About Now»                     | 2:57     |  |
| 4.    | «Piece Of My Heart»                  | 4:01     |  |
| 5.    | «I've Got This Friend»               | 3:46     |  |
| 6.    | «Life's Too Short To Love Like That» | 2:38     |  |
| 7.    | «But I Will»                         | 3:47     |  |
| 8.    | «Just Around The Eyes»               | 3:07     |  |
| 9.    | «Go The Distance»                    | 3:02     |  |
| 10.   | «I Would Be Stronger Than That»      | 4:48     |  |
| 34:07 |                                      |          |  |

## Enlcaes Externos
Take Me As I Am
Take Me As I Am